# Heinz London
Pour les articles homonymes, voir London.
Heinz London est un physicien allemand et britannique spécialiste de la physique des basses températures, né le 7 novembre 1907 à Bonn, Allemagne et mort le 13 août 1970 à Oxford, Grande-Bretagne. Il est un pionnier de la supraconductivité avec son frère Fritz London.

## Biographie
London est né à Bonn dans une famille juive libérale,. Son père, Franz London, professeur de mathématiques à l'université de Bonn décède alors que Heinz a neuf ans. Il est alors soutenu par son frère aîné Fritz dont il restera très proche toute sa vie. Il suit les traces de celui-ci en étudiant la physique. Il soutient une thèse sous la direction de Francis Simon à université de Wrocław en 1933.
En 1933 Frederick Lindemann invite Francis Simon à rejoindre le laboratoire Clarendon de l'université d'Oxford, soutenu par Imperial Chemical Industries. Simon quitte l'Allemagne en emmenant avec lui Heinz London comme assistant ainsi que Nicholas Kurti. C'est dans ce laboratoire que les deux frères écrivent les équations de London,.
En 1936, l'argent qui avait financé les scientifiques réfugiés se tarit et Lindemann ne parvient pas à trouver des fonds pour offrir des postes aux réfugiés. Heinz qui occupait alors un poste subalterne sans aucun espoir de rester à Oxford, accepte donc un poste au laboratoire Wills de l'université de Bristol. Après le déclenchement de la Seconde Guerre mondiale, en septembre 1939, il s'installe à l'université Duke.
En 1940, Heinz est déclaré ennemi civil et interné sur l'île de Man. Il est ensuite libéré pour coopérer au programme nucléaire britannique, travaillant sur la séparation isotopique. En 1942, il obtient la nationalité britannique et entre en 1946 à l'établissement de recherche atomique d'Harwell où il travaille sur la conception du réfrigérateur à dilution.

## Distinctions
- Prix commémoratif Simon en 1959.
- Membre de la Royal Society en 1961.